# The Black Onyx
The Black Onyx, Super Black Onyx (NES), (Japans: ザ・ブラックオニキス; Za Burakku Onikisu) is een computerspel geschreven door Henk Rogers van Bullet-Proof Software. Het spel behoort tot het genre RPG. Het spel kwam in januari 1984 voor de PC-88 en was een van de eerste Japanse rpg spellen die er uitgebracht werd. Een jaar later volgde de MSX-computer en in 1988 de Nintendo Entertainment System. In totaal werd het spel 150.000 maal verkocht.
Het spel speelt zoals Wizardry en de Ultima-reeks. 

## Platform
| Jaar | Platform       |
| ---- | -------------- |
| 1984 | PC-98, Sharp X |
| 1985 | FM-7, MSX      |
| 1987 | SG-1000        |
| 1988 | NES            |